# Prionocidaris callista
Prionocidaris callista är en sjöborreart som beskrevs av Ross Robert Mackerras Rowe och Hoggett 1980. Prionocidaris callista ingår i släktet Prionocidaris och familjen piggsvinssjöborrar. Inga underarter finns listade i Catalogue of Life.